# Octotoma gundlachii
Octotoma gundlachii es una especie de insecto coleóptero de la familia Chrysomelidae.
Fue descrita científicamente en 1868 por Suffrian.